# Ursus e la ragazza tartara
Ursus e la ragazza tartara è un film del 1962 diretto da Remigio Del Grosso.

## Trama
Il giovane principe polacco Stefano parte per una missione insieme al possente Ursus, ma vengono catturati dai Tartari.
Durante i giorni di prigionia Stefano s'innamora di Ilia, una ragazza tartara figlia del capo. Ma la ragazza è già promessa al figlio del Gran Khan, così tra i due rivali nasce un duello.
Il tartaro è ferito a morte, così Ursus, Stefano ed Ilia ne approfittano per fuggire nell'accampamento dei polacchi dove presto scoppia una battaglia, in cui il popolo di Stefano vince.